# برو، سگ. برو! (مجموعه تلویزیونی)
برو، سگ. برو! (یا برو، هاپو. برو!) (انگلیسی: Go, Dog. Go!) یک سریال انیمیشن کانادایی-آمریکایی است که بر اساس کتاب کودکی به همین نام اثر پی. دی. ایستمن ساخته شده‌ است. این سریال توسط نتفلیکس و آدام پلتزمن تهیه شده‌ است و محصول مشترک بین تلویزیون دریم‌ورکس انیمیشن و ویلدبرین استودیوز و در ۲۶ ژانویه ۲۰۲۱ برای اولین بار پخش شد.

## خلاصه داستان
برو، سگ. برو! تگ بارکر ۶ ساله را در مورد ماجراهای خود در شهر پاوستون، یک جامعه سگ دوست داشتنی در حال حرکت، دنبال می‌کند. تگ مکانیک ماهری است و هر چیزی را که دوست دارد دوست دارد. با نبوغ و خلاقیت، تاگ می‌تواند تا آنجا پیش برود که هر طرحی او را با بهترین دوستش اسکوچ پوچ در کنارش ببرد.

## شخصیت‌ها
- تگ بارکر (صداگذاری شده توسط: میشلا لوسی) یک سگ نارنجی ۶ ساله.[۳] او خواهر چدار بیسکویت، اسپایک، گیلبر و یپ بارکر است.
- اسکوچ پوچ (صداگذاری شده توسط: کالوم شونیکر) یک تریر آبی ۶ ساله.[۳] او دوست و همسایه اسکوچ است.
- ما بارکر (صداگذاری شده توسط: کیتی گریفین) یک سگ اسطوخودوس. او مادر تگ، چدار بیسکویت، اسپایک، گیلبر و یپ بارکر است.
- پاو بارکر (صداگذاری شده توسط: مارتین روچ) یک سگ قهوه‌ای. او پدر تگ، چدار بیسکویت، اسپایک، گیلبر و یپ بارکر است.
- چدار بیسکویت (صداگذاری شده توسط: تاجا ایسن) یک سگ سفید ۷ ساله.[۳] او خواهر تگ، اسپایک، گیلبر و یپ بارکر است.
- اسپایک بارکر (صداگذاری شده توسط: لیون اسمیت) یک سگ سرخ. او برادر تگ، چدار بیسکویت، گیلبر و یپ بارکر است.
- گیلبر بارکر (صداگذاری شده توسط: لیون اسمیت) یک سگ زرد. او برادر تگ، چدار بیسکویت، اسپایک و یپ بارکر است.
- گراندما مارج بارکر (صداگذاری شده توسط: جودی مارشنک) یک سگ بنفش. او مادر بزرگ تگ، چدار بیسکویت، اسپایک، گیلبر و یپ بارکر است.
- گراندپاو مورت بارکر (صداگذاری شده توسط: پاتریک مک‌کنا) یک سگ بژ. او پدر بزرگ تگ، چدار بیسکویت، اسپایک، گیلبر و یپ بارکر است.
- ییپ بارکر یک توله‌سگ بنفش. او برادر تگ، چدار بیسکویت، اسپایک و گیلبر بارکر است.
- گروهبان پوچ (صداگذاری شده توسط: لیندا بالانتاین) یک تریر آبی. او مادر اسکوچ پوچ است.
- فرانک (صداگذاری شده توسط: دیوید برنی) یک سگ زرد با عینک.
- بینز (صداگذاری شده توسط: آناند راجارم) یک سگ گله انگلیسی قدیمی سبز بزرگ.
- لیدی لیدیا (صداگذاری شده توسط: لیندا بالانتاین) یک پودل صورتی.
- سام ویپت (صداگذاری شده توسط: جاشوا گراهام) یک گری‌هوند آبی.
- جرالد (صداگذاری شده توسط: پاتریک مک‌کنا) یک سگ پست سبزآبی.
- ماتفیلد (صداگذاری شده توسط: پاتریک مک‌کنا) یک سگ بنفش.
- سگ منهول (صداگذاری شده توسط: پاتریک مک‌کنا) یک سگ بژ.
- شهردار اسنیفینگتون (صداگذاری شده توسط: پاتریک مک‌کنا) یک سگ بنفش. او شهردار پاوستون است.
- بارکاپلاها سه سگ خواننده.
  - تنور (صداگذاری شده توسط: پل باکلی) یک سگ نارنجی قد بلند.
  - باس (صداگذاری شده توسط: رینو سیلمر) یک سگ کوچک بنفش.
  - آلتو (صداگذاری شده توسط: زوئی دی‌آندریا) یک سگ فیروزه‌ای.
- بیف‌استیک (صداگذاری شده توسط: تاجا ایسن) یک چی‌واوا صورتی.
- واگنس (صداگذاری شده توسط: جودی مارشنک) یک سگ آبی.
- هامبونیو یک سگ آرایشگر سرخ.
- سگ بزرگ (صداگذاری شده توسط: متیو موچی) یک سگ سفید بزرگ با گوش خاکستری بزرگ. او دوست سگ کوچولو است.
- سگ کوچک (صداگذاری شده توسط: هتی کرگتن) یک سگ کوچک بنفش. او دوست سگ بزرگ است.
- کلی کورگی (صداگذاری شده توسط: استیسی کی) یک سگ هلویی.
- لئو هاولستد (صداگذاری شده توسط: جان استوکر) یک سگ خاکستری.
- چیلی (صداگذاری شده توسط: آناند راجارم) یک سگ گله انگلیسی قدیمی سرخ بزرگ. او پسرعمو بینز است.
- روندا یک توله‌سگ آبی روشن.
- کیت ویسکرتون (صداگذاری شده توسط: زرینا روشا) یک گربه بنفش.
- تام ویسکرتون (صداگذاری شده توسط: پل براونشتاین) یک گربه خاکستری. او پدر کیت است.
- ساندرا پاوس (صداگذاری شده توسط: دین دیگرویتر) یک سگ آبی بزرگ و یخی با الهام از بابا نوئل.
- تیلی (صداگذاری شده توسط: مانوی تاپر) یک توله‌سگ سبزآبی.
- فرانی یک توله‌سگ قهوه‌ای.
- مادر فرانی (صداگذاری شده توسط: تاجا ایسن) یک سگ سبز بهاری.
- پدر فرانی (صداگذاری شده توسط: جاشوا گراهام) یک سگ آبی.
- باوزر (صداگذاری شده توسط: آناند راجارم) یک سگ آبی.
- کام اسنپ‌شات یک سگ صورتی.
- بروتوس (صداگذاری شده توسط: پاتریک مک‌کنا) یک سگ محافظ شخصی آبی.
- دارل یک سگ آبی.
- دیل میشن یک دالماسین.
- راننده کامیون (صداگذاری شده توسط: جاشوا گراهام) یک سگ سبز.
- سگ ساندویچ (صداگذاری شده توسط: پاتریک مک‌کنا) یک سگ بنفش.

## موسیقی
موسیقی کارتون توسط پل باکلی ساخته شده است.

## بازخورد

### پاسخ انتقادی
اشلی مولتون از رسانه کامن سنس مدیا به این کارتون از هر ۵ ستاره ۴ ستاره اهدا کرد.